# Сергей Четкович
Сергей Четкович (чорн. Сергеј Ћетковић; нар. 8 березня 1976 року, Титоград, Югославія ) — чорногорський співак. Представ Чорногорію на пісенному конкурсі Євробачення 2014 у Копенгагені з піснею «Moj svijet» та став перший представником країни, що увійшов до фіналу, де посів 19 місце.